# Михиченка
Михиченка — річка в Україні, у Житомирському районі Житомирської області. Права притока Лісової Кам'янки (басейн Прип'яті).

## Опис
Довжина річки приблизно 7,8 км.

## Розташування
Бере початок у Садках. Тече переважно на південний схід понад Вигодою і на південному сході від Кам'янки впадає в річку Лісову Кам'янку, ліву притоку Тетерева. 
Річку перетинає автомобільна дорога E40, М06.